# Harald Gimpel
Harald Gimpel (* 6. září 1951 Schkopau, Sasko-Anhaltsko) je bývalý východoněmecký vodní slalomář, kajakář závodící v kategorii K1.
Na mistrovstvích světa získal dvě bronzové medaile (K1 – 1975; K1 družstva – 1975). Tentýž cenný kov vybojoval v individuálním závodě K1 na Letních olympijských hrách 1972.